# Czipri Éva
Czipri Éva (Kaposvár, 1943. május 12. – Szarvas, 1974. augusztus 2.) vegyész, költő.

## Életpályája
A szegedi JATE természettudományi karán 1966-ban vegyész oklevelet szerzett, majd a szarvasi Kísérleti Állami Gazdaság laboratóriumában, az 1973 - 1974 - években Szarvason a Tessedik Sámuel Mezőgazdasági Főiskolán dolgozott. Versei a békéscsabai Új Auróra című folyóiratban, a Vigiliában és az Új Emberben is megjelentek, 1974- ben a kecskeméti Forrásban Weöres Sándor mutatta be. 

## Művei
- Czipri Éva versei (Erdélyi Attila rajzai. Bevezető: Weöres Sándor. [Utószó]: Rónay György.) Békéscsaba, Békés Megyei Könyvtár 1979. [30 p.] [7 t.] Készült 250 számozott példányban - Illyés Gyula Archívum és Műhely
- Versek és rajzok (Békéscsaba, 1979)
- A láng szívében (Budapest, 1982)
- Szerepel a "Szabaduljunk meg az utókortól…" (Huszonegy, Békés megyében született, innen eltávozott és ide érkezett szépíró szöveggyűjteménye) c. antológiában, Békés Megyei Könyvtár-Tevan Kiadó, Békéscsaba, 1996, ISBN 963 7141 62 6